# Torneo de Hamburgo 2020
El Hamburg European Open 2020 fue un torneo de tenis perteneciente al ATP Tour 2020 en la categoría ATP World Tour 500. El torneo tuvo lugar en la ciudad de Hamburgo (Alemania), por única vez, desde el 20 hasta el 27 de septiembre de 2020 sobre tierra batida.

## Distribución de puntos
| Modalidad            | Campeón | Finalista | Semifinales | Cuartos de final | 2.ª ronda | 1.ª ronda | Clasificados | 2.ª ronda de clasificación | 1.ª ronda de clasificación |
| Individual masculino | 500     | 330       | 200         | 100              | 50        | 0         | 25           | 13                         | 0                          |
| Dobles masculino     | 500     | 300       | 180         | 90               | –         | –         | 45           | 25                         | 0                          |

## Cabezas de serie

### Individuales masculino
| Tenista            | Ranking | Preclasificados |
| Daniil Medvédev    | 5       | 1               |
| Stefanos Tsitsipas | 6       | 2               |
| Gaël Monfils       | 9       | 3               |
| Roberto Bautista   | 10      | 4               |
| Andréi Rubliov     | 12      | 5               |
| Fabio Fognini      | 13      | 6               |
| Diego Schwartzman  | 15      | 7               |
| Karen Jachanov     | 16      | 8               |

- Ranking del 14 de septiembre de 2020.[2]

### Dobles masculino
| Tenista                            | Ranking | Preclasificados |
| Juan Sebastián Cabal Robert Farah  | 3       | 1               |
| Rajeev Ram Joe Salisbury           | 11      | 2               |
| Łukasz Kubot Marcelo Melo          | 14      | 3               |
| Marcel Granollers Horacio Zeballos | 21      | 4               |

## Campeones

### Individual masculino
Andréi Rubliov venció a  Stefanos Tsitsipas por 6-4, 3-6, 7-5

### Dobles masculino
John Peers /  Michael Venus vencieron a  Ivan Dodig /  Mate Pavić por 6-3, 6-4